# Georges Paczynski
Pour les articles homonymes, voir Paczynski.
Georges Paczynski, né le 30 mars 1943 à Grenoble (Isère)[réf. nécessaire], est un batteur, percussionniste, compositeur de jazz et auteur français.
Dans les années 1960, il s'est produit avec de nombreux artistes de premier plan. Il est le fondateur du trio Paczynski/Levinson/Jenny-Clark. Il est également l'auteur du livre Une Histoire de la batterie de jazz en trois volumes.
Il a participé tous les quinze jours, en tant que consultant spécialisé, à l'émission de jazz Black and Blue animée par Alain Gerber et Lucien Malson sur France Culture. Il a enseigné au CNSM de Lyon jusqu'en 2012.

## Biographie
Fils de parents polonais émigrés en France, et passionné de jazz depuis toujours, Georges Paczynski s'est produit dans les années 1960 avec de nombreux artistes de premier plan - français et américains - tels que Phil Woods, Art Farmer, Eddy Louiss, Jean-Luc Ponty, Michel de Villers, Freddy Redd, Jean-Paul Céléa, François Moutin, Eric Watson, Ricardo Del Fra. Daniel Humair lui demande occasionnellement de le remplacer.
En 1968, il est le représentant de la France au festival de Montreux puis au festival de Zurich. Il se tourne ensuite pendant quelques années vers l'étude de la percussion classique où il aura l'occasion d'échanger des idées musicales avec le percussionniste de l'Opéra de Paris de Guy-Joël Cipriani. Il est nommé en 1971 professeur de percussions au Conservatoire de Colombes.  En 1973, il soutient sa thèse de Doctorat de 3e cycle à Paris III Sorbonne (Baudelaire et la Musique).
De retour au jazz, il fait partie de plusieurs trios avec piano et contrebasse en compagnie de Michel Graillier, Siegfried Kessler, Jacques Vidal, Jean-Christophe Levinson ou encore Jean-François Jenny-Clark. En 1979, il est sollicité pour enseigner au C.I.M, à l'époque la plus importante école de jazz d'Europe[réf. nécessaire]. Au cours des années 1980, il est l'illustrateur musical du film Baptême de René Féret, et il interprète la musique du film de Valérie Stroh, Un homme et deux femmes.
Tout en poursuivant ses études classiques et sa carrière de musicien, en 1984, il devient Docteur ès Lettres à Paris IV Sorbonne (Thèse : La Genèse du rythme et l'anthropologie gestuelle qui sera révisée puis éditée par Ang. Zurfluh en 1988 sous le nom Rythme et Geste, les racines du rythme musical). En mars de la même année, il fonde son trio Paczynski/Levinson/Jenny-Clark avec lequel il enregistrera deux albums, Eight Years Old et Levin'song.
À partir de 1986, il enseigne au Conservatoire à rayonnement régional de Cergy-Pontoise. Entre 1985 et 1998, Georges Paczynski écrit et compose 23 pièces pour piano et percussion dont la majorité est co-signée avec la pianiste Evelyne Stroh (Ed. Zurfluh). Puis viendront Les Blues, six pièces pour percussion et piano.
Parallèlement, de 1984 à 1996, France Culture l'invite deux fois par an dans l'émission Black and Blue de Lucien Malson et Alain Gerber. À partir de 1996, ces interventions radiophoniques se poursuivent en qualité de consultant régulier (deux fois par mois) avec une "Carte Blanche" une fois par an et ce jusqu'en 2008.
En 2002, Alain Gerber demande à des musiciens d'illustrer son album Alain Gerber, le Jazz est un roman (OWL, Universal).
En 1998, il devient professeur associé au CNSM de Lyon dans le cadre de la Formation Diplômante au C.A (Certificat d'Aptitude)[réf. nécessaire]. Ses œuvres pour piano et percussions, publiées initialement aux Editions Zurfluh, sont aujourd'hui disponibles aux Editions Robert Martin.
À ce jour, Georges Paczynski se produit sur scène avec son trio composé du pianiste Vincent Bourgeyx et du contrebassiste Marc Buronfosse. Il poursuit ses recherches musicales en duo avec le pianiste concertiste Georges Pludermacher.

## Discographie
- 1992 : Eight Years Old, Paczynski/Levinson/Jenny-Clark (J.P.B Production, Big Blue Record, Harmonia Mundi, 1992)
- 1994 : Lévin'song, Paczynski/Levinson/Jenny-Clark (J.P.B Production, Média 7, 1994)
- 2002 : Alain Gerber, le Jazz est un roman (OWL, Universal, 2002)
- 2006 : Générations, Paczynski/Palisseaux/Fradelizi (AvantScène, Arts et Spectacles, 2006) - Médaille d'or 2009 "Instrumental Jazz Audio Disc" Jazz Hihyo Japon
- 2009 : Présences, Paczynski/Dupas/Govin (Arts et Spectacles, AvantScène, 2009) - Médaille d'argent 2010 "Instrumental Jazz Audio Disc" Jazz Hihyo Japon
- 2009 : Live 2009 DVD (Arts et Spectacles, AvantScène 2009)
- 2013 : Le Carnet inachevé Paczynski/Bourgeyx/ Buronfosse (Avant Scène, Arts et Spectacles 2013)
- 2013 : The Rite of Spring and From Rite to Fight, Pludermacher/Paczynski (Avant Scène, Arts et Spectacles 2013)

## Méthodes
- 2001 : L'Art de travailler un thème de Jazz à la Batterie (Paris, Ed.Arts et Spectacles, 2001)
- 2003 : L'Art de travailler les accords de Jazz au Piano (Paris, Ed.Arts et Spectacles, 2003)

## Filmographie
- Illustrateur musical du film Baptême de René Féret
- Interprète de la musique du film Un homme et deux femmes de Valérie Stroh